# Hendrik Gerrit ten Cate
Hendrik Gerrit ten Cate, né le 22 février 1803 à Amsterdam et mort le 6 mars 1856 dans la même ville, est un peintre néerlandais.

## Biographie
Hendrik Gerrit ten Cate est l'élève de George Pieter Westenberg (nl) et peint des portraits, des natures mortes et des paysages dans le style romantique. Ses paysages d'hiver sont particulièrement appréciés. Il es principalement connu pour ses dessins en couleur et à l'encre de Chine
Il enseigne à l'académie royale des beaux-arts d'Amsterdam où il a pour élève Cornelis Springer et Adrianus Eversen. Ses œuvres sont notamment exposés au Rijksmuseum Amsterdam, au musée Boijmans Van Beuningen, au musée Teyler, au musée d'Art de La Haye et au musée Kröller-Müller,.